# Astrocladus verrucosum
Astrocladus verrucosum är en ormstjärneart som först beskrevs av Jean-Baptiste Lamarck 1816.  Astrocladus verrucosum ingår i släktet Astrocladus och familjen medusahuvuden. Inga underarter finns listade i Catalogue of Life.